# (560552) 2015 GO50
(560552) 2015 GO50 est un objet transneptunien d'environ 225 km de diamètre, faisant partie des cubewanos.